# Fotino
Fotino (ozanaka {\displaystyle {\tilde {\gamma }}\,}) je superpartner fotona. Predvideva ga supersimetrija. Fotino je sestavni del  Minimalnega supersimetričnega standardnega modela. Je tudi najlažji nevtralino. Prištevamo ga med delce WIMP (Weakly Interacting Massive particle ali WIMP, slovensko bi to pomenilo šibko interagirajoči masivni delec) in med kandidate za temno snov. Predvidevajo, da bi fotini nastali v večji meri ob velikem poku.
Fotino je fermion (njegov spin je 1/2, spin fotona pa je 1).